# Bertje Jens
Lambertha Francina (Bertje) Jens (Utrecht, 28 september 1913 – Groningen, 19 augustus 2009) was een Nederlands juriste, ontwerpster van de code voor het maatschappelijk werk, docente en mede-bedenkster van het Pieterpad.

## Leven en werk
Jens studeerde, na haar gymnasium opleiding in Hilversum, rechten in Utrecht. In 1936 deed zij haar doctoraal examen en promoveerde aldaar in 1940. Na diverse functies vervuld te hebben in het inrichtingswerk werd zij na de Tweede Wereldoorlog medewerkster van de Sociale Raad in Amsterdam. In 1959 werd zij bestuurslid van de toenmalige Nederlands Bond voor Maatschappelijk Werkers. Voor deze beroepsgroep ontwikkelde zij de eerste beroepscode, die in 1962 als bindend voor de beroepsuitoefening van maatschappelijk werkers werd aanvaard. Zij publiceerde vervolgens in 1967 Beroepsethiek en Code van de Maatschappelijk Werker, een boek dat een standaardwerk werd bij de opleiding van maatschappelijk werkers, hoewel er vanuit radicaal-linkse hoek wel kritiek op gegeven werd. Jens werd in 1963 docent aan de sociale academie van Amsterdam; in 1967 werd zij stafdocent aan de Academie voor Sociale en Culturele Arbeid te Groningen onder leiding van Marie Kamphuis. Ook na haar pensionering in 1978 bleef zij publiceren op haar vakgebied. Naast haar werk zette zij zich met andere vrouwen, waaronder haar collega Marie Kamphuis, in voor de verbetering van de positie van vrouwen in de Hervormde Kerk.
Landelijke bekendheid verwierf Jens vooral, samen met haar Tilburgse vriendin Toos Goorhuis-Tjalsma, als bedenkster van het Pieterpad, een langeafstandswandelroute van Pieterburen in  Groningen naar de Sint-Pietersberg in Limburg.
Jens was officier in de Orde van Oranje-Nassau. Zij overleed op 19 augustus 2009 in haar woonplaats Groningen op 95-jarige leeftijd.

## Monument met plaquette voor Toos Goorhuis-Tjalsma en Bertje Jens

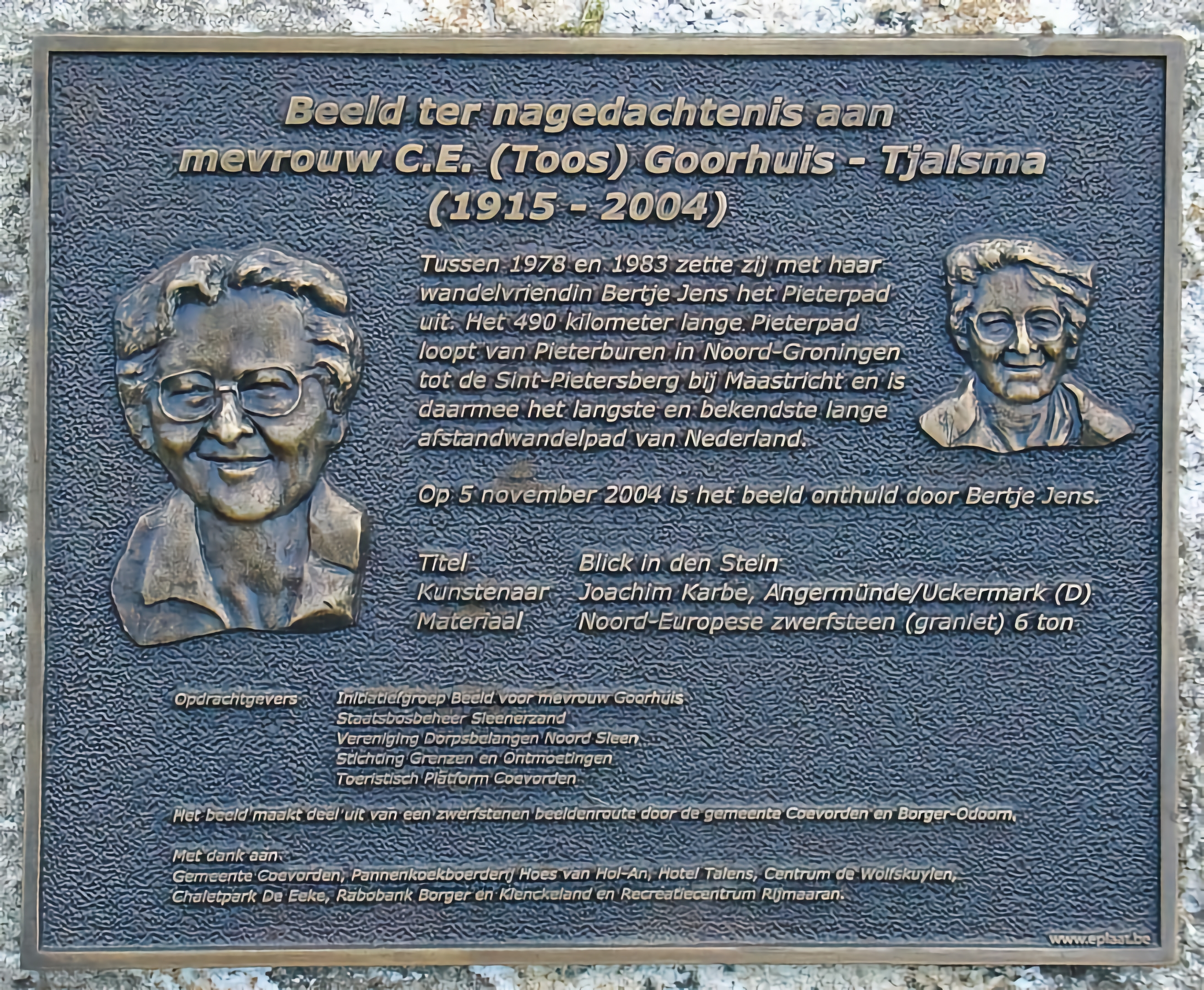
Plaquette (tussen Schoonoord en Sleen)
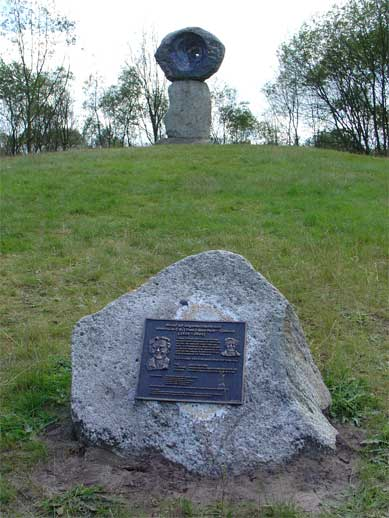
Monument (tussen Schoonoord en Sleen)
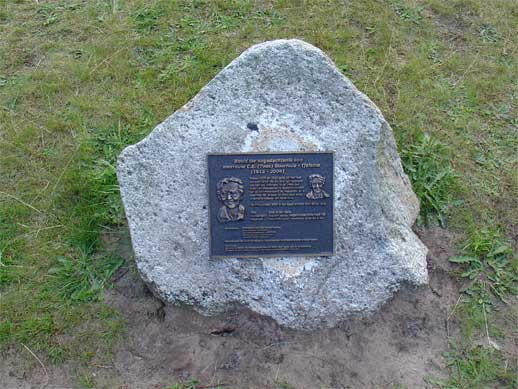
Plaquette (tussen Schoonoord en Sleen)